# Lehseira
Lehsira (ou Lehseire ou Lehsire) est une commune rurale du centre-sud de la Mauritanie, située dans la région du Tagant.

## Population
Lors du Recensement général de la population et de l'habitat (RGPH) de 2000, Lehseira comptait 6 141 habitants.